# سازه‌انگاری مدرن
سازه‌انگاری مدرن که به کنستراکتیویسم مدرن نیز معروف است شاخه اصلی و متداول سازه‌انگاری در نظریه روابط بین‌الملل محسوب می‌شود. این موضوع دارای تفاوت‌هایی با سازه‌انگاری پسامدرن است. سازه‌انگاری مدرن دارای مبنای اثبات‌گرایی می‌باشد.